# ジロ・デ・イタリア 1996
ジロ・デ・イタリア 1996（Giro d'Italia 1996）は、ジロ・デ・イタリアの79回目のレース。1996年5月18日から6月9日まで行われた。全22ステージ。全行程3990km。

## 今大会の概要
インドゥライン、ロミンゲルの両巨頭が揃って欠場。優勝候補はTTに強い世界チャンピオンのアブラハム・オラーノ、ウグルモフをチームから追い出し絶対エースとして君臨するエフゲニー・ベルズィン、これまでマウリツィオ・フォンドリエストのアシストであったが、ついにエースとして参戦する93年の新人王パヴェル・トンコフといったところ。タイムトライアルはわずか1ステージ、62kmとクライマーに有利なコースでオラーノが山岳ステージでどこまで食い下がれるかに注目が集まる。

## 最終成績

### 個人総合成績
|    | 選手名                       | 国籍         | 時間            |
| -- | ---------------------------- | ------------ | --------------- |
| 1  | パヴェル・トンコフ           | ロシア       | 105時間20分23秒 |
| 2  | エンリコ・ツァイナ           | イタリア     | + 2分43秒       |
| 3  | アブラハム・オラーノ         | スペイン     | + 2分57秒       |
| 4  | ピオトル・ウグルモフ         | ラトビア     | + 3分00秒       |
| 5  | イヴァン・ゴッティ           | イタリア     | + 3分36秒       |
| 6  | ダヴィデ・レベッリン         | イタリア     | + 9分15秒       |
| 7  | ステファノ・ファウスティーニ | イタリア     | + 10分38秒      |
| 8  | アレクサンドル・シェフェル   | カザフスタン | + 11分22秒      |
| 9  | ジャン＝シリル・ロバン       | フランス     | + 12分54秒      |
| 10 | エフゲニー・ベルズィン       | ロシア       | + 14分41秒      |

### ポイント賞
|   | 選手名                     | 国籍     | ポイント |
| - | -------------------------- | -------- | -------- |
| 1 | ファブリツィオ・ギディ     | イタリア | 235      |
| 2 | ジョヴァンニ・ロンバルディ | イタリア | 130      |
| 3 | エンリコ・ツァイナ         | イタリア | 120      |

### 山岳賞
|   | 選手名               | 国籍     | ポイント |
| - | -------------------- | -------- | -------- |
| 1 | マリアーノ・ピッコリ | イタリア | 69       |
| 2 | パヴェル・トンコフ   | ロシア   | 37       |
| 3 | イヴァン・ゴッティ   | ロシア   | 36       |

### マリア・ローザ保持者
| 選手名                     | 国籍     | 首位区間             |
| -------------------------- | -------- | -------------------- |
| シルヴィオ・マルティネッロ | イタリア | 第1-第2、第4-第5     |
| ステファノ・ツァニーニ     | イタリア | 第3                  |
| パスカル・エルヴェ         | フランス | 第6                  |
| ダヴィデ・レベッリン       | イタリア | 第7-第12             |
| パヴェル・トンコフ         | ロシア   | 第13-第19、第21-最終 |
| アブラハム・オラーノ       | スペイン | 第20                 |